# Campeonato Goiano de Futebol de 2023
O Campeonato Goiano de Futebol de 2023 (por questões de patrocínio Goianão 1xBet 2023) foi a 80ª edição deste torneio de futebol realizado anualmente pela Federação Goiana de Futebol desde 1944. A competição foi disputada por 12 equipes, entre 11 de janeiro até 9 de abril.

## Equipes participantes
A competição contou com a volta do Inhumas, que não disputava o torneio desde 1995, onde foi promovido com uma rodada de antecedência após a vitória contra o Itumbiara por 3 a 1, também sendo campeão da segunda divisão. O Goiânia também conquistou o acesso à elite após o empate da Anapolina sob o Inhumas por 1 a 1, e pela vitória sobre o Cerrado por 3 a 0.
Legenda
| Aumento | Equipes promovidas da Divisão de Acesso de 2022 |

| Equipe              | Cidade               | Campanha em 2022 | Estádio                         | Títulos             |
| Anápolis            | Anápolis             | 5º               | Jonas Duarte                    | 1 (1965)            |
| Aparecidense        | Aparecida de Goiânia | 9º               | Anníbal Batista de Toledo       | 0 (não possui)      |
| Atlético Goianiense | Goiânia              | 1º               | Antônio Accioly                 | 16 (último em 2022) |
| CRAC                | Catalão              | 6º               | Genervino da Fonseca            | 2 (último em 2004)  |
| Goianésia           | Goianésia            | 8º               | Valdeir José de Oliveira        | 0 (não possui)      |
| Goiânia             | Goiânia              | 2º (2D)          | Olímpico                        | 14 (último em 1974) |
| Goiás               | Goiânia              | 2º               | Serrinha                        | 28 (último em 2018) |
| Grêmio Anápolis     | Anápolis             | 10º              | Jonas Duarte                    | 1 (2021)            |
| Inhumas             | Inhumas              | 1º (2D)          | Zico Brandão                    | 0 (não possui)      |
| Iporá               | Iporá                | 4º               | Estádio Francisco José Ferreira | 0 (não possui)      |
| Morrinhos           | Morrinhos            | 7º               | João Vilela                     | 0 (não possui)      |
| Vila Nova           | Goiânia              | 3º               | OBA                             | 15 (último em 2005) |

### Técnicos
| Equipe              | Técnico                                                               |
| ------------------- | --------------------------------------------------------------------- |
| Anápolis            | Luís Carlos Winck (1ª—)                                               |
| Aparecidense        | Moacir Júnior (1ª—)                                                   |
| Atlético Goianiense | Eduardo Souza (1ª—)                                                   |
| CRAC                | Paulo Massaro (1ª—)                                                   |
| Goianésia           | Sílvio Criciúma (1ª—)                                                 |
| Goiânia             | Lucas Oliveira (1ª—7ª) Alex Sandro (8ª—)                              |
| Goiás               | Guto Ferreira (1ª—)                                                   |
| Grêmio Anápolis     | Edson Miolo (1ª—2ª) Glauber Ramos (3ª—)                               |
| Inhumas             | Gilberto Pereira (1ª—6ª) Augusto Fassina (7ª—)                        |
| Iporá               | Omar Feitosa (1ª—4ª) Wesley Damacena (5ª, interino) Edson Miolo (7ª—) |
| Morrinhos           | Augusto César (1ª—7ª) Lucas Oliveira (8ª—9ª)                          |
| Vila Nova           | Claudinei Oliveira (1ª—)                                              |

## Fase final
- Em itálico, as equipes que possuem o mando de campo no primeiro jogo do confronto e em negrito as equipes classificadas.

|  | v d e |

|  | Quartas de final             | Quartas de final             | Quartas de final             | Quartas de final             |      |                     | Semifinais       | Semifinais       | Semifinais       | Semifinais       |  |       | Final          | Final          | Final          | Final          |  |  |
|  | 21 de fevereiro a 5 de março | 21 de fevereiro a 5 de março | 21 de fevereiro a 5 de março | 21 de fevereiro a 5 de março |      |                     | 11 a 20 de março | 11 a 20 de março | 11 a 20 de março | 11 a 20 de março |  |       | 2 a 9 de abril | 2 a 9 de abril | 2 a 9 de abril | 2 a 9 de abril |  |  |
|  |                              |                              |                              |                              |      |                     |                  |                  |                  |                  |  |       |                |                |                |                |  |  |
|  | Goiás                        | 8                            | 2                            | 10                           |      |                     |                  |                  |                  |                  |  |       |                |                |                |                |  |  |
|  | Goiânia                      | 3                            | 0                            | 3                            |      |                     |                  |                  |                  |                  |  |       |                |                |                |                |  |  |
|  | Goiânia                      | 3                            | 0                            | 3                            |      | Goiás               | 1                | 3                | 4                |                  |  |       |                |                |                |                |  |  |
|  |                              |                              |                              |                              |      | Goiás               | 1                | 3                | 4                |                  |  |       |                |                |                |                |  |  |
|  |                              | Anápolis                     | 0                            | 0                            | 0    |                     |                  |                  |                  |                  |  |       |                |                |                |                |  |  |
|  | Vila Nova                    | Anápolis                     | 0                            | 0                            | 0    | 0                   | 0                | 0                |                  |                  |  |       |                |                |                |                |  |  |
|  | Vila Nova                    |                              |                              |                              |      | 0                   | 0                | 0                |                  |                  |  |       |                |                |                |                |  |  |
|  | Anápolis                     | 0                            | 1                            | 1                            |      |                     |                  |                  |                  |                  |  |       |                |                |                |                |  |  |
|  | Anápolis                     | 0                            | 1                            | 1                            |      |                     |                  |                  |                  |                  |  | Goiás | 0              | 3              | 3(4)           |                |  |  |
|  |                              |                              |                              |                              |      |                     |                  |                  |                  |                  |  | Goiás | 0              | 3              | 3(4)           |                |  |  |
|  |                              | Atlético Goianiense          | 2                            | 1                            | 3(5) |                     |                  |                  |                  |                  |  |       |                |                |                |                |  |  |
|  | Atlético Goianiense          | Atlético Goianiense          | 2                            | 1                            | 3(5) | 1                   | 7                | 8                |                  |                  |  |       |                |                |                |                |  |  |
|  | Atlético Goianiense          |                              |                              |                              |      | 1                   | 7                | 8                |                  |                  |  |       |                |                |                |                |  |  |
|  | Iporá                        | 0                            | 1                            | 1                            |      |                     |                  |                  |                  |                  |  |       |                |                |                |                |  |  |
|  | Iporá                        | 0                            | 1                            | 1                            |      | Atlético Goianiense | 2                | 2                | 4                |                  |  |       |                |                |                |                |  |  |
|  |                              |                              |                              |                              |      | Atlético Goianiense | 2                | 2                | 4                |                  |  |       |                |                |                |                |  |  |
|  |                              | Aparecidense                 | 1                            | 0                            | 1    |                     |                  |                  |                  |                  |  |       |                |                |                |                |  |  |
|  | CRAC                         | Aparecidense                 | 1                            | 0                            | 1    | 0                   | 1                | 1                |                  |                  |  |       |                |                |                |                |  |  |
|  | CRAC                         |                              |                              |                              |      | 0                   | 1                | 1                |                  |                  |  |       |                |                |                |                |  |  |
|  | Aparecidense                 | 3                            | 0                            | 3                            |      |                     |                  |                  |                  |                  |  |       |                |                |                |                |  |  |

## Classificação geral
|  | v d e |

## Premiação
| Campeonato Goiano de Futebol de 2023        |
| ------------------------------------------- |
| Atlético Goianiense Bicampeão (17.º título) |